# Морден (Манитоба)
Морден (англ. Morden) — город в сельском муниципалитете Стэнли, 
области Пембина-Вэлли, в южной части провинции Манитоба в Канаде. 
Численность населения в 2011 году составляла 7800 человек. Площадь 12,5 км.

## История
Поселение возникло у ручья Морт Шеваль (Мёртвая лошадь) в 1882 году, при строительстве железной дороги 
компанией Канадская тихоокеанская железная дорога и первоначально носило название Шеваль.
1 января 1895 года Морден получил статус муниципалитета и своё современное название. В 1903 году Морден получил статус города „Town“, а в 2012 году — статус „City“.

## Климат
Климат континентальный. Средняя температура летом 20 — 24 °С, зимой −13 — −19 °C. Выпадает около 530 мм осадков.
| Показатель                                       | Янв.  | Фев.  | Март  | Апр. | Май  | Июнь | Июль | Авг. | Сен. | Окт.  | Нояб. | Дек.  | Год   |
| ------------------------------------------------ | ----- | ----- | ----- | ---- | ---- | ---- | ---- | ---- | ---- | ----- | ----- | ----- | ----- |
| Абсолютный максимум, °C                          | 13,9  | 14,4  | 25,0  | 36,5 | 42,2 | 40,6 | 43,9 | 40,6 | 39,0 | 33,5  | 24,4  | 17,8  | 43,9  |
| Средний максимум, °C                             | −11   | −7,2  | −0,6  | 10,4 | 19,4 | 23,6 | 25,9 | 25,3 | 19,1 | 11,2  | −0,5  | −8,3  | 8,9   |
| Средняя температура, °C                          | −15,6 | −11,7 | −4,9  | 4,7  | 12,9 | 17,7 | 20,1 | 19,1 | 13,3 | 6,2   | −4,3  | −12,5 | 3,8   |
| Средний минимум, °C                              | −20,1 | −16,2 | −9,2  | −1   | 6,2  | 11,8 | 14,2 | 12,9 | 7,6  | 1,3   | −8    | −16,6 | −1,4  |
| Абсолютный минимум, °C                           | −42   | −41,1 | −37,8 | −22  | −15  | −2,2 | 2,2  | −0,5 | −8,3 | −20,5 | −34   | −37,8 | −42   |
| Норма осадков, мм                                | 19,2  | 19,2  | 25    | 35,5 | 63,3 | 84,4 | 71,2 | 69,9 | 52,7 | 44,8  | 27,4  | 20,8  | 533,3 |
| Источник: Канадский департамент окружающей среды |       |       |       |      |      |      |      |      |      |       |       |       |       |

## Культура и туризм
В городе расположены Художественная галерея Долины Пембина и Канадский центр исследования ископаемых, обладающий самой большой в Канаде 
коллекцией окаменелых морских рептилий.
С 1967 года в последние выходные августа ежегодно проводится Фестиваль кукурузы и яблок.
в 2008 году Морден был удостоен звания "Культурная столица" в категории городов с населением менее 50 тысяч человек.

## Известные люди
В городе родилась и выросла Лорина Маккеннитт — канадская певица и композитор, артистка, аккордеонистка и пианистка, сочетающая в своём творчестве элементы разных культур, прежде всего кельтской. Одна из самых популярных исполнительниц кельтской музыки в мире.